# جوردن وايت (مغني)
جوردن وايت (بالإنجليزية: Jordan White)‏ هو مغني ومغن مؤلف أمريكي، ولد في 6 مايو 1982 في Cranford, New Jersey ‏ في الولايات المتحدة.

## وصلات خارجية
- الموقع الرسمي